# Trotyl
Trotyl eller 2,4,6-trinitrotoluen (TNT) (IUPAC-navn: 2-methyl-1,3,5-trinitrobenzen) er en organisk forbindelse med sumformlen C7H5N3O6, hvilket også kan skrives som C6H2(NO2)3CH3.
Trinitrotoluen kan fremstilles ved nitrering af toluen. Toluen er lettere at nitrere end benzen, idet tilstedeværelsen af methylgruppen letter substitutionen. Da methylgruppen er orto-para-dirigerende ved elektrofil aromatisk substitution, dannes næsten udelukkende 2,4,6-trinitrotoluen. Stoffet er mindre giftigt end nitroforbindelserne af benzen.
TNT er ret simpelt, sikkert og billigt at fremstille, det har en lav friktions- og stødfølsomhed, er kemisk bestandigt og sikkert at håndtere. Det er et effektivt sprængstof og har derfor fået udstrakt anvendelse til bomber, granater, miner og torpedoer.
Sprængkraften af kerne- og brintbomber sammenlignes med sprængkraften af trotyl. Hiroshimabomben havde således en sprængkraft på 15 kilotons (kt) trotyl, mens de største brintbomber, der kendes i dag, svarer til mere end 50 Mt trotyl. De største konventionelle bomber under 2. verdenskrig indeholdt omkring fem tons trotyl.